# Ray Cooney
Raymond George Alfred Cooney (London, 1932. május 30.–) angol színész, vígjátékíró, forgatókönyvíró, a Brit Birodalom Rendje tisztje. Legnagyobb sikerét a Run For Your Wife című darabjának a londoni West Enden kilenc egymás utáni évben való színre állításával aratta, leghosszabb rekordját érve el vele. Eddig 17 színművét vitte színre ugyanazon a színpadon.

## Életrajz
1946-ban kezdte színészi pályáját, az 1950-es–'60-as években Brian Rix Whitehalljában lépett fel. Ugyanebben az időszakban társszerzőként írta meg első vígjátékát, a One For The Potot. Tony Hiltonnal a What a Carve Up (Reszkessen, aki él!; 1×3 néha 4) (1961) című brit filmvígjátékhoz írt forgatókönyvet, amelyet Sid James és Kenneth Connor főszereplése vitt sikerre.
Fiával, az 1967-ben született Michaellel közösen írta meg Tom, Dick and Harry című darabját, amelyben mint mindegyikben ötvözi a hagyományos angol trágárságot a színdarab szerkezeti szövedékével, ügyelve arra, hogy a szereplők kénytelenek legyenek eljátszani azokat a karaktereket, amilyenek ők valójában nem lehetnek, s az egyik feltételezésről a másikra ugorva ér el komikus hatást.
1983-ban megalapította a Theatre of Comedy színházi társaságot, amelynek ő lett a művészeti vezetője. Az ő irányítása alatt a cég több mint húsz bemutatót tartott, beleértve George Bernard Shaw Pygmalionját Peter O’Toole-lal és John Thaw-val, a Lootot és a Run For Your Wife-ot.
Színházi karrierje mellett a televízióban, valamint néhány játékfilmben színészként is megjelent, többek közt saját sikeres darabja, a Not Now, Darling filmadaptációjában (1973), amelyet John Chapmannel „négykezesben” írt.
Nemzetközi sikerét jellemzi, hogy a franciák az angol Feydeaunak nevezik.
Színházi működése elismeréséül 2005-ben megkapta a Brit Birodalom Rendje tiszti fokozatát.

### Magánélete
Linda Dixont vette feleségül 1962-ben, két fiuk egyike, Michael forgatókönyvíró, aki az eredeti forgatókönyvet írta az Azonosság (Identity) című John Cusack-filmhez.

## Művei
- Who Were You With Last Night? (1962)
- Chase Me, Comrade (1964)
- Charlie Girl (1965)
- One For The Pot (1966)
- Stand By Your Bedouin (1966)
- My Giddy Aunt (1967)
- Move Over Mrs. Markham (Kölcsönlakás) (1969)
- Why Not Stay For Breakfast? (Miért nem marad reggelire?) (1970)
- Come Back To My Place (1973)
- Not Now, Darling (Ne most, Drágám!) (1973)
- There Goes The Bride (1974)
- Elvis (1977)
- Two into One (Délután a legjobb, avagy a miniszter félrelép) (1981)
- Run For Your Wife (Páratlan páros) (1983)
- Wife Begins at Forty (A feleség negyvennél kezdődik) (1985)
- It Runs in the Family (Család ellen nincs orvosság) (1987)
- Out of Order (A miniszter félrelép) (1991)
- Funny Money (Pénz áll a házhoz)) (1994)
- Caught in the Net (2001)
- Tom, Dick And Harry (2003)
- Time's Up (2005)
- Twice In A Lifetime (2011)

## Filmográfiája
- One for the Pot, rendezte Alfred Travers (Dél-afrikai Köztársaság, 1968, azonos című színdarabjából)
- Not Now, Darling, rendezte Ray Cooney és David Croft (1973, azonos című színdarabjából)
- Not Now, Comrade, rendezte Ray Cooney és Harold Snoad (1976, Chase me, Comrade című darabjából)
- Why Not Stay for Breakfast? (Miért nem marad reggelire?), rendezte Terry Marcel (1979, azonos című darabjából)
- There Goes the Bride (Mégis kinek az élete?), rendezte Terry Marcel (1980, azonos című darabjából)
- Sé infiel y no mires con quién (Ártatlan kicsapongások), rendezte Fernando Trueba (Spanyolország, 1985, Move Over Mrs. Markham című darabjából)
- Ute av drift, rendezte Knut Bohwim (Norvégia, 1992, Out of Order című darabjából)
- A miniszter félrelép, rendezte Kern András és Koltai Róbert (Magyarország, 1997, Out of Order című darabjából)
- Funny Money, rendezte Leslie Greif (2006, azonos című darabjából)
- Run for Your Wife, rendezte Ray Cooney és John Luton (2012, azonos című darabjából)

## Forgatókönyvíróként
- The Hand, rendezte Henry Cass (1960)
- The Night We Got the Bird, rendezte Darcy Conyers (1961)
- What a Carve Up!, rendezte Pat Jackson (1961)

## Külső hivatkozások
- Ray Cooney az Internet Broadway Adatbázisban
- Ray Cooney az IMDb-n
- Cooney a filmrights.ltd.uk-en

## Fordítás
Ez a szócikk részben vagy egészben  a   Ray Cooney című olasz Wikipédia-szócikk ezen változatának fordításán alapul.  Az eredeti cikk szerkesztőit annak laptörténete sorolja fel. Ez a jelzés csupán a megfogalmazás eredetét és a szerzői jogokat jelzi, nem szolgál a cikkben szereplő információk forrásmegjelöléseként.Ez a szócikk részben vagy egészben  a   Ray Cooney című angol Wikipédia-szócikk ezen változatának fordításán alapul.  Az eredeti cikk szerkesztőit annak laptörténete sorolja fel. Ez a jelzés csupán a megfogalmazás eredetét és a szerzői jogokat jelzi, nem szolgál a cikkben szereplő információk forrásmegjelöléseként.